# Plecia varabilis
Plecia varabilis är en tvåvingeart som beskrevs av Hardy 1942. Plecia varabilis ingår i släktet Plecia och familjen hårmyggor. Inga underarter finns listade i Catalogue of Life.